# Паркер, Джим
Джим Паркер (18 декабря 1934 года, Хартлпул, графство Дарем — 28 июля 2023 года, Олдборо, Саффолк) — британский композитор XX и XXI веков.

## Биография
Паркер с серебряной медалью окончил Гилдхоллскую школу музыки и драмы в Лондоне.
В 1960—1970-х годах он был важным партнёром в британской камерной музыке, а также в народной музыке как композитор. Он написал инструментальные пьесы для The Barrow Poets, а также музыку для сопровождения стихов в исполнении группы. Он изобрёл контрабас, какако-скрипку, на которой играл Уильям Билби-Райт (бывший голос Доггерела Бэнка и поэт с острова Мэн), в то время как Паркер, в основном, играл на кларнете или английском рожке.
После этого раннего периода Паркер больше сосредоточился на сочинении музыки и дирижировании. Он создал музыку для британского поэта-лауреата сэра Джона Бетджемана. Записи, сделанные тогда, сегодня (2011) считаются классикой. Больше записей, например. Б. с капитаном Бики, которые имели успех в хит-параде, привели к тому, что Паркер получила заказы от телевидения и театров. Например, он написал музыку для трёх мюзиклов в театрах лондонского Вест-Энда.
Паркер написал музыку для различных телешоу и немых фильмов, таких как " Страшная девушка " Гарольда Ллойда 1924 года и постановка и постановка "Кляксы " Лоис Вебер 1921 года . Он также написал музыку к номинированному на Оскар короткометражному фильму 1987 года Making Waves.
Паркер написал сотни композиций для телевизионных программ, таких как «Скандальные приключения Молла Фландерса», «История Тома Джонса, подкидыша», «Скорее английский брак», «Инспектор Барнаби» («Убийства в середине лета»), «Дом Элиотта» и трилогия «Карточный домик». Дальнейшая работа велась для детских программ на телевидении.
Для концертных залов Паркер сочинял для ансамбля Нэша, духового ансамбля Филипа Джонса, ансамбля Хиллиарда, ансамбля Альбион, коллекции Уоллеса и стихотворений в подполье, среди прочих. Его ноты для «Лондонца в Нью-Йорке», сюиты из пяти частей для духового ансамбля, всемирно известны. Также Mississippi Five для квинтета с флейтой, гобоем, кларнетом, валторной и фаготом, медного квинтета «Золотое сечение» и концерта для кларнета.

## Награды
Паркер получил четыре награды (1993, 1996, 1997 и 1998) за лучшую оригинальную телевизионную музыку от Британской академии кино и телевизионных искусств и был номинирован на неё в 1990 году.